# Фунерарна уметност хришћанских катакомби
Фунерарна уметност хришћанских катакомби или загробна уметност хришћана сматра се зачетком ранохришћанске уметности, која је почела да се примењује у 3. веку у катакомбама које су у историјском раздобљу због прогона хришћанске религиозне заједнице, биле стециште хришћана у којим се крило, живело, умирало и сахрањивало. У тим условима живота четвороугаоне просторије катакомби су често биле украшене античким орнаментима и геометријским оквирима који су наглашавали важност одређених сцена, преузимајући традицију римског илузионистичког сликарства.

## Историја
Хришћани, којима је вера у њеном зачетку била забрањена ос стране Рима, скривали су се у подземљу катакомби где су објединили потребе проповедања вере али и сахрањивања чланова своје заједнице. Хришћани који су живели у катакомбама, најпре су имали надземне објекте у виду дворишта са тремом и собе за заједничке обеде, међутим у доба интезивирања прогона хришћана током 3. века, катакомбе се „повлаче” потпуно под земљу.
У тим катакомбама које су се састојале од веће или мање мреже узаних ходника, у њиховим зидовима су усецане нише за смештањеј тела покојника. Нише су потом затваране каменим плочама. Најбоље очуване катакомбе су оне у самом Риму иако је познато да их је било и у другим деловима Царства (посебно у источним провинцијама) укључујући и данашњу Србију. 

На снажан развој фунерарне уметности утицале су промена која су се десила у уметности касне антике, узрокована променом филозофије, која је у Риму започела се Плотином, хеленистичким филозофом из 3. века који се сматра зачетником новоплатонизма. Његова главна и доминантна преокупација је смрт и човек уплашен пред оним што она собом носи. Под овим утицајем средином 3. века промена погребних и постпогребних обичаја довела је и до другачијих ликовних решења у секуларној уметности. 
Пошто је инхумација постала једини вид сахране, душа је тиме постала примарна и ослобођена материјалних остатака, чинећи да гроб престаје да буде боравиште умрлог. Сахране су обављане у различитим гробним конструкцијама, што је зависило од економског статуса покојника.
 Имајући у виду да су сахране у фреско осликаним гробницама биле су веома скуп вид укупа покојника, осликаванесу само луксузно опремљене гробнице, које су сведочиле су о друштвеном статусу покојника, а уметничка декорација зидова у њима, о њиховом схватању живота и смрти.

Сликарство катакомби из Напуља и са Сицилије указује на стилску повезаност са помпејанским сликарством, 
а сам гробни простор је у највећем броју случајева бивао осликан мотивима кулносимболичног карактера. То су биле слике раја и митолошких фигура, намењених искључиво покојницима и њиховој апотеози, што је допринело томе да портрет постане окосница фунерарне уметности.
 Значај портрета у загробној уметности, може се везати за обичај прављења посмртних маски, које сведоче о жељи за чувањем сећања на лица предака и идеји о њиховој свеприсутности.
У каснијем периоду портрети покојника су досликавали у већ припремљеним гробницама, у којима су уобичајене сцене везане за следећи живот већ биле насликане. Стилске карактеристике и манир сликања ових гробница, иако провинцијског карактера, налазе се у оквирима доминирајуће ликовне поетике, препознатљиве у сликарству катакомби.
Како у скулптури, тако и у сликарству гробница, на људским лицима доминирају изражајне, велике очи, док су остале
форме често стилизоване и без детаља. Замењивање анатомских правилности фигура за унутрашњи, духовни садржај или чисту симболику, указује на експресионистички начин приказивања.
Сликарство ових гробница представља еклектичан спој различитих стилских карактеристика гробног сликарства, одражавајући деловање провинцијских школа која су се напајале са различитих извора. Нови стилови престоничке уметности тако су прилагођавани локалним традицијама и прихватани на индивидуалан начин у оквиру локалних радионица.
У гробници, бојене површине као да нису просто понављање архитектонских панела у служби естетске компоненте, већ их
уметник декорише тако да у, препознатљив овоземаљски садржај, смешта и поруку која је у служби хришћанског учења о загробном животу. У том смислу симболику осликаних гробница треба сагледавати и као непосредну везу са украшавањем овоземљских сакралних и несакралних објеката.

## Најчешћи Христови симболи у катакомбама
| Симбол             | Слика | Опис |
| ------------------ | ----- | --- |
| Риба               |       | Ранохришћански симбол који је у првобитној цркви коришћен као акроним за израз Исус Христос, Божји Син, Спаситељ. Мотив рибе појављује се већ у 2. веку у катакомбама светог Калиста у Риму, а касније и на мозаицима хришћанских цркава. Око 200. године хришћански писац Тертулијан у својој хришћанској поуци о крштењу (De Baptismo) спомиње да су хришћани рибице, по примеру [ΙΧΘΥΣ] Исуса Христа, рођене у води. То се Тертулијаново поређење темељи на причи из јеванђеља где Исус храни 5.000 људи хлебом и рибама или пак на Исусовом позиву апостолу Петру и његовом брату Андрији, кад им говори да ће их учинити рибарима људи Представе риболова су обично указивале на крштење а комбинација рибе и хлебова у сликарству катакомби на обред причешћа (евхаристије). |
| Добар пастир       |       | Повезан је са симболом јагњета и библијским текстовима Старог завета у коме се Израел представља као стадо оваца, које предводи Бог као врховни пастир. Такође, у Новом завету сам Христос себе тако описује: ја сам пастир добри или ја сам послан само изгубљеним овцама Израиља, у значењу да Добри пастир (Оваплоћени Бог) узима на себе заблуделу овчицу, тј. палу и грешну човекову природу, сједињујући је са својом Божанском славом. У ликовном смислу Добри пастир се готово увек приказује као голобради младић са овцом на раменима. |
| Јагње              |       | Представља старозаветни симбол Христоса и појављује се у најранијој уметности хришћана од 1. века. Заснива се на Јеванђељу по Јовану које спомиње речи Јована Крститеља: Гле, Јагње Божије, које узима на себе грехе света. Његова симболика је везана за старе традиције жртвовања где је често жртвена животиња било невино јагње. У каснијој уметности хришћана односно рановизантијском периоду јагањци су некада представљали и апостоле. |
| Богородица         |       | Представљана је подједнако често као и Христос, али за разлику од њега, није представљана путем симбола већ непосредно. Често се приказује у старом античком ставу оранте – стојеће фигуре са подигнутим рукама у молитви, што је положај који наглашава њену улогу заступнице пред Богом за цркву и људски род. |
| Јелен              |       | Симбол чежње човекове душе за Богом. |
| Маслинова гранчица |       | Симбол мира |
| Палмина гранчица   |       | Симбол хришћанске победе |